# Pompeo Bettini
Pompeo Bettini (Verona, 1º maggio 1862 – Milano, 15 dicembre 1896) è stato uno scrittore, drammaturgo, poeta e traduttore italiano.

## Biografia
Autodidatta, nato deforme e gracile a causa di una malattia e costretto da problemi di salute e lutti familiari a interrompere gli studi, trovò lavoro giovanissimo presso lo stabilimento tipografico Sonzogno. Di questa esperienza restano alcune conferenze: L' unità ortografica nelle tipografie italiane e Il correttore nella tipografia moderna, entrambe stampate nel 1891 dalla Tipografia degli operai di Milano.
Poeta e scrittore di idee socialiste, amico di Filippo Turati e collaboratore della sua rivista "Critica sociale", fu anche traduttore dal tedesco del "Manifesto del partito comunista" di Marx ed Engels (traduzione uscita ne "La lotta di classe" 1892). In questo periodo insegna gratuitamente in una scuola per figli di muratori e aderisce a numerose iniziative sociali che alterna alla scrittura. Le sue poesie, riscoperte in seguito da Benedetto Croce (Le poesie di Pompeo Bettini, a cura e con introduzione di B. Croce, Bari, Laterza, 1942) uscirono postume per la prima volta nel 1897, stampate in un volume su iniziativa della madre in 400 copie rimaste invendute.
Fu anche autore di commedie: I vincitori (1894) un dramma pacifista di atmosfera risorgimentale in quattro atti tradotto poi in milanese da Ettore Albini (con il titolo La guèra, 1896, con prefazione di Filippo Turati) e di un romanzo: La toga del diavolo (Milano, Sonzogno, 1890). L'intera sua opera è stata riedita, a cura di Ferruccio Ulivi, col titolo di Poesie e prose (Bologna, Cappelli, 1970)
Benedetto Croce definì la lirica di Bettini "genuina e necessaria". I critici hanno ravvisato nelle sue poesie momenti di anticipazione della tematica crepuscolare ed ermetica, oltre alla contemplazione idillica del trascorrere del tempo e ad una angoscia esistenziale di fondo. Gilberto Finzi non ha esitato inoltre a definirlo un post-scapigliato che si differenzia dalla maggioranza degli esponenti del movimento per la sua smaliziata ironia inserendolo nella sua antologia dei Lirici della Scapigliatura.
È stato sepolto al Cimitero Maggiore di Milano, e in seguito i suoi resti sono stati posti in una celletta.